# Pitepalt

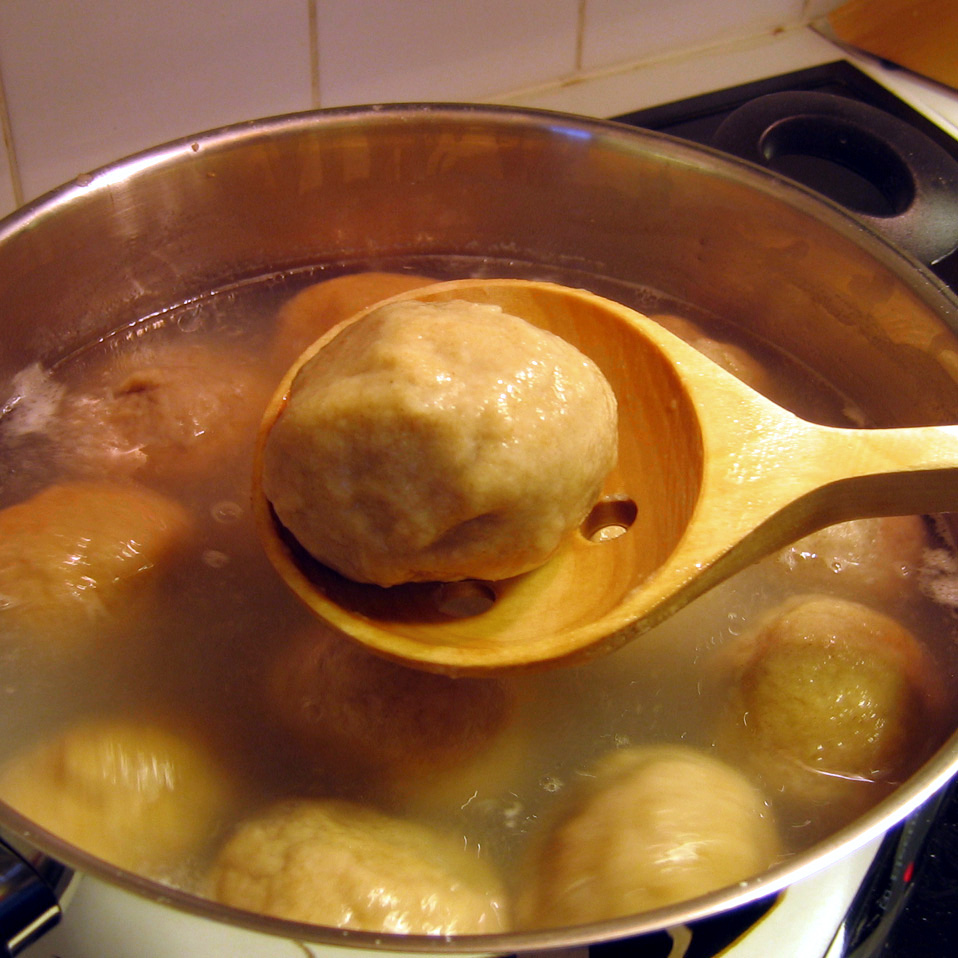

Pitepalt is een Zweeds knoedelgerecht, verwant aan kroppkakor en genoemd naar de stad Piteå, wat de plaats van herkomst zou zijn. 
Er bestaan talloze variaties op het gerecht, maar doorgaans bestaat het uit geraspte rauwe aardappelen en gerstemeel. Voor Kroppkakor worden voorgekookte aardappels gebruikt en tarwemeel, waardoor ze iets lichter van kleur worden. Het mengsel van aardappels, meel en zout wordt tot ballen gekneed, waarna deze in water worden gekookt. Vaak worden de meel-aardappelballen gevuld met varkensvlees of rundvlees. In een enkel recept worden ook uien genoemd. 
Soms worden aardappels geheel of gedeeltelijk vervangen door bloed waardoor het gerecht erg donker wordt; dan spreekt men van blodpalt.
Pitepalt wordt traditioneel gegeten met boter en bosbessenjam.